# Tweede Kamerverkiezingen 2002/Kandidatenlijst/Duurzaam Nederland
De kandidatenlijst voor de Tweede Kamerverkiezingen 2002 van Duurzaam Nederland was als volgt:
1. Seyfi Özgüzel - 5.009 stemmen
2. Huib Poortman - 364
3. Cengiz Alkiliç - 358
4. Djoel Bhoendie - 1.029
5. Ronald Zwiers - 87
6. Manuel Kneepkens - 109
7. Nuran Özan - 301
8. Hans Goosen - 40
9. Mehmet Sagsu - 462
10. Brahim Richelieu - 75
11. Douglas Anasagasti - 41
12. Jan Haanstra - 57
13. Abdel Abali - 98
14. Rieke Stoel-Koning - 48
15. Mohamed Bouchtaoui - 71
16. Yvonne Lambers-Tekintürk - 53
17. Loveness Anaman - 109
18. Caroline Wagenaar - 36
19. Mathi Nagan - 558
20. Geert Portman - 37
21. Caty Aernoudts-Groosman - 25
22. Ton Besselink - 91

PvdA · VVD · CDA · D66 · GroenLinks · SP · SGP · VSP · NMP · PvdT · VIP & Ouderenunie · ChristenUnie · Duurzaam Nederland · Leefbaar Nederland · LPF · Republikeinse Volkspartij
2002 · 2003